# Kapittel (bier)
Kapittel is een Belgisch bier. Het wordt gebrouwen door Brouwerij Van Eecke te Watou.

## Achtergrond
Kapittel-bieren worden gebrouwen sinds 1950. Oorspronkelijk werden de bieren aangeprezen als Trappist 't Kapittel. Door juridische acties van de trappisten werd de naam veranderd in Het Kapittel, waarvan het lidwoord “het” later werd weggelaten.

De hop die gebruikt wordt is afkomstig uit de streek rond Poperinge en de gist is afkomstig van giststammen die gekweekt worden in het eigen laboratorium in Boezinge.

De bieren zijn van hoge gisting en met hergisting op de fles, waardoor ze meerdere jaren kunnen bewaard worden.
De Kapittel-bieren worden vermeld als West-Vlaams streekproduct.

## De bieren
- Kapittel Blond is een blond bier van hoge gisting met een alcoholpercentage van 6,5% en een densiteit van 14° Plato.[5]
- Kapittel Dubbel is een donker dubbel bier van hoge gisting met een alcoholpercentage van 7,5% en een densiteit van 16° Plato.[6] Bij de bereiding is extra wintergerst toegevoegd. Oorspronkelijk was de Dubbel een versnijding van de Pater en de Prior.[7]
- Kapittel Pater is een roodbruin dubbel bier van hoge gisting met een alcoholpercentage van 6% en een densiteit van 12,8° Plato.[8] Het wordt gebrouwen sinds 1955.[9] Van dit bier bestonden of bestaan meerdere etiketbieren: Coy’Heimsen[10], Harelbekenaar van de abdijhoeve[11], Polygonneke en ’n Slypke.[12]
- Kapittel Prior is een donker bier van hoge gisting met een alcoholpercentage van 9% en een densiteit van 18,1° Plato.[13] Er bestaan ook twee etiketbieren van Kapittel Prior.[14] Bruynen Moriaen wordt gemaakt voor herberg “In den Grooten Moriaen” te Wervik.[15] Livinus Brune is eveneens een etiketbier van Kapittel Prior.[16]
- Kapittel Tripel Abt is een amberkleurige tripel gerstewijn met een alcoholpercentage van 10% en een densiteit van 19° Plato.[17] Het bier wordt gebrouwen sinds 1964, maar heette voordien Kapittel Abt. Ook dit bier is het moederbier van verschillende etiketbieren: Bleeken Moriaen, gemaakt voor herberg “In den Grooten Moriaen” te Wervik[18], Bière de la Bonde, sinds 1991 gemaakt voor de “Vrienden van Mézières Watou”[19] en Livinus Blonde.[20]

## Prijzen
- Kapittel blond won de gouden medaille op Monde Selection 2010 te Wiesbaden in de categorie Abdijbieren.[21]
- Kapittel Tripel Abt won in 2010 (onder de naam Kapittel Abt) brons op de Australian International Beer Awards in de categorie “Abbey style, dubbel and tripel”.[22]